# رآکتور استخری

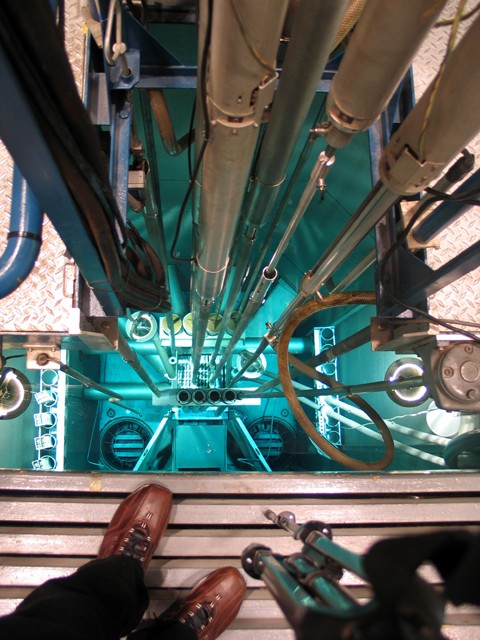
رآکتور استخری متعلق به دانشگاه ایالتی کارولینای شمالی که با سوخت ۴ درصد اورانیوم دی‌اکسید سوخت‌گیری شده است.

رآکتور استخری(به انگلیسی: Pool-type reactor یا swimming pool reactors) گونه‌ای از رآکتور هسته‌ای است که در آن قلب رآکتور از یک استخر روباز مملو از آب که میله‌های سوخت در آن قرار دارد تشکیل شده است. آب در این نوع رآکتورها نقش آرام کننده نوترون، عامل سردکننده و سپر تشعشعی را ایفا می‌کند. از این نوع طراحی معمولاً در رآکتورهای تحقیقاتی استفاده می‌شود.